# Microjanira biunguiculata
Microjanira biunguiculata là một loài chân đều trong họ Janiridae. Loài này được Hooker miêu tả khoa học năm 1985.